# Peter Henry Emerson

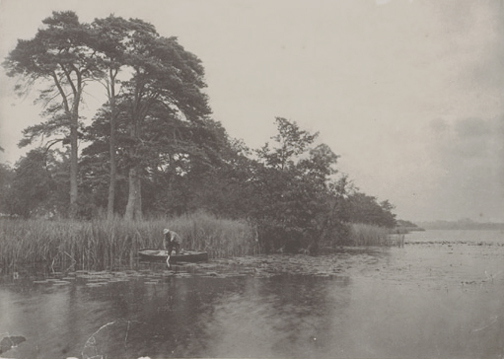
El refugio de Pike, 1885. Platinotia.

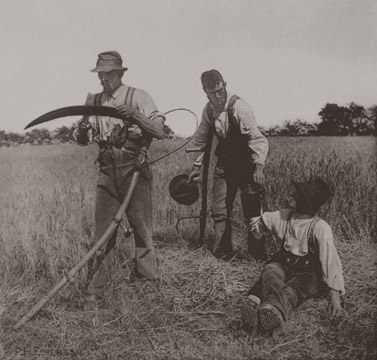
La cosecha de Barley, 1886. Fotograbado.

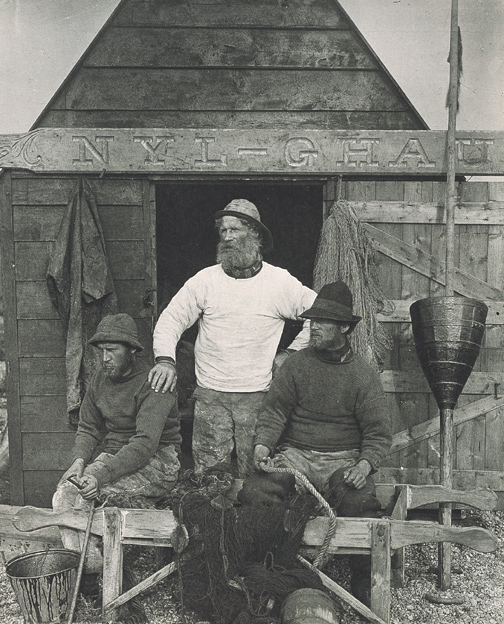
Pescadores de la costa este, 1886. Platinotia.

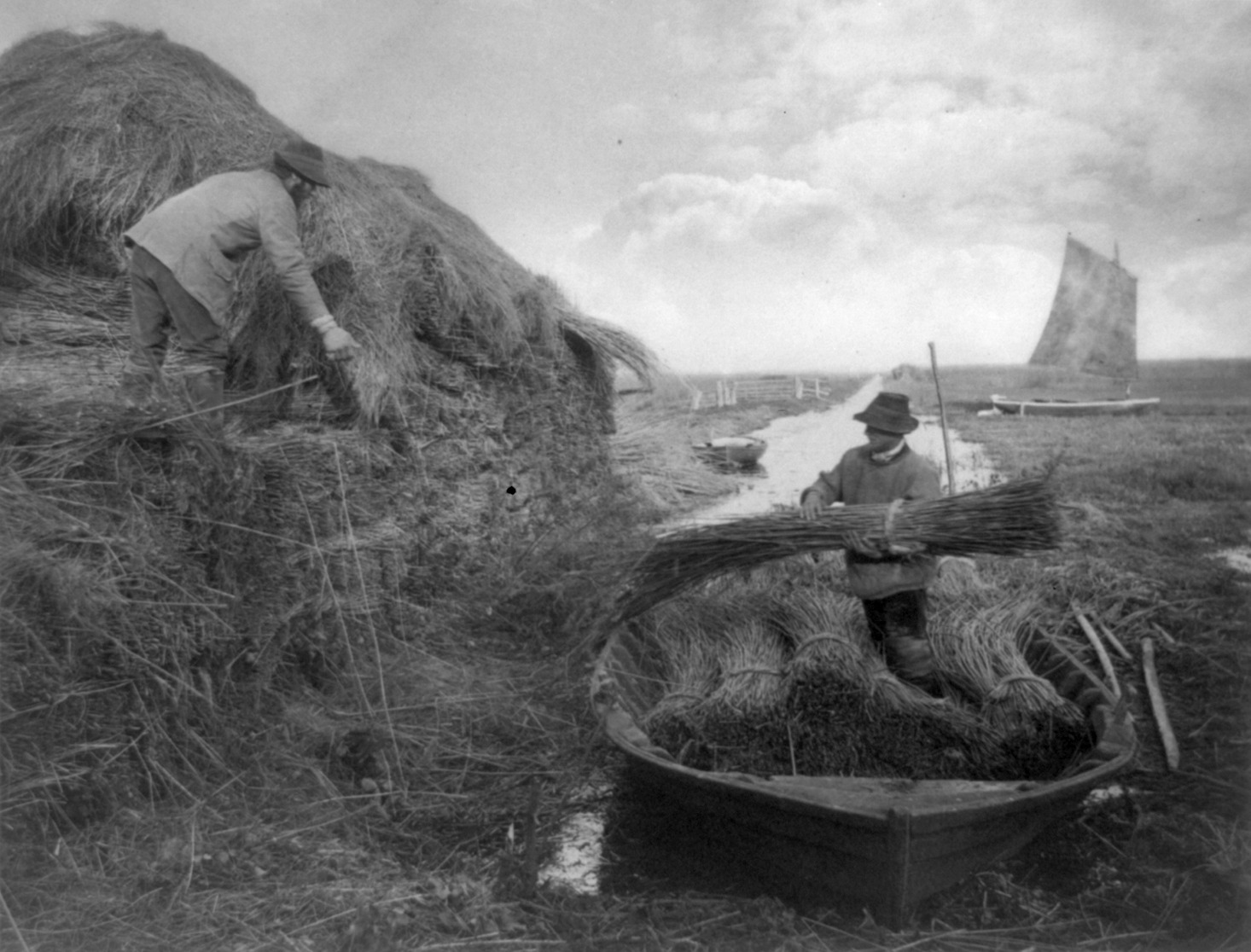
Recogiendo la caña, 1886.

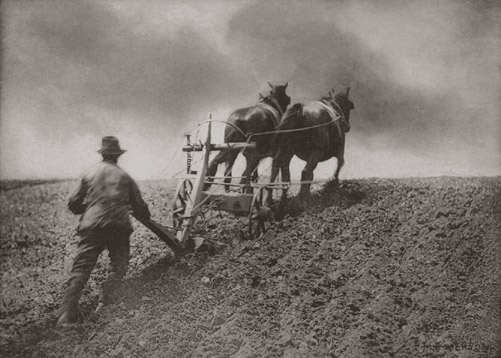
Un arrastre difícil, 1886. Platinotia.

Pedro Enrique Emerson (Sagua la Grande, Cuba, 13 de mayo de 1856-Falmouth, Reino Unido, 12 de mayo de 1936), más conocido como Peter Henry Emerson, fue un fotógrafo inglés que defendió el papel de la fotografía como un arte que posee sus propios recursos creativos utilizando presupuestos naturalistas. Fue un ardiente defensor de la toma de fotografías del natural, sin una intervención posterior  sobre el negativo o positivo.

## Infancia y juventud
Nació en Cuba en 1856, en la plantación de caña de azúcar de su padre. En 1869 se trasladó de Wilmington (Delaware), donde había asistido al colegio desde los ocho años, a la Inglaterra natal de su madre. En 1879 se tituló en Medicina en el King's College de Londres con brillantes resultados académicos y continuó sus estudios en el Clare College, en Cambridge, antes de volver al King College Hospital a ocupar un puesto como médico que obtuvo en unas oposiciones. En 1882 compró su primera cámara para ilustrar un tratado de ornitología que preparaba un amigo. En 1884 se trasladó a vivir a Norfolk Broads, poco después en 1886 abandonó la carrera médica y se dedicó a escribir y tomar fotografías. También alcanzó metas destacables en alrededor de media docena de deportes.

## Su polémica en fotografía
Desde 1885 estuvo exponiendo fotos y ganando premios en diferentes salones, entre ellos en la Royal Photographic Society, en la que desató una gran polémica sobre las obras que se premiaban.  Como enérgico defensor de sus opiniones, dio conferencias, escribió teorías y críticas, organizó y juzgó exposiciones y, lo más importante, exhibió y publicó sus propias y revolucionarias imágenes fotográficas.
Emerson menospreció la obra de Henry Peach Robinson, por entonces fotógrafo de moda en Inglaterra, y criticó no solo la artificialidad de las poses y su sentimentalismo, sino también lo que constituía la técnica central de Robinson: la obtención de copias por combinación de varios negativos. Emerson criticó todas las intervenciones manuales hasta el retoque y defendió la pureza de la imagen directa no manipulada, y de la visión fotográfica sin artificios.

## Fotografía naturalista o del natural
En 1889 publicó su libro Naturalistic photography (Fotografía naturalista o del natural) que recoge sus ideas sobre la fotografía y ejerció gran influencia posteriormente. Influyeron en él las últimas teorías del color y los hallazgos de la pintura francesa, particularmente la obra de Courbet, Millet y los impresionistas. Para Emerson el “arte sincero” supone una respuesta precisa y sensible a los acontecimientos naturales. El potencial cromático de la pintura era insuperable, pero la fotografía, por su fidelidad absoluta a las líneas y a los valores tonales, constituía según él un medio de expresión artística inigualable.
Su propuesta estimula la toma de fotografía en exteriores y de escenas cotidianas, lo que se aparta de la fotografía que se realizaba en aquel momento centrada en la actividad en estudios y en la escenificación de composiciones fotográficas.
Las fotografías de sus cuatro primeras publicaciones ilustradas: Vida y paisaje de Norfolk Broads (1886), Imágenes de la vida de los campos y pantanos (1887), Idilios de Norfolk Broads (1894) y Escenas de la vida al este de Inglaterra (1888); son una selección de lo realizado en 1885 y 1886. Aunque su tema común es el trabajo y el ambiente del campesinado en el este de Inglaterra, por lo que Emerson podría ser considerado como uno de los primeros documentalistas, los motivos aparecen siempre subordinados al estilo y hay una serie de actitudes artísticas que denuncian la presencia del autor.

## Su obra
Las primeras obras de Emerson, como la titulada El injertador, tienen un importante contenido sociológico, aunque el aspecto estético es todavía más poderoso y pone de relieve la deuda con Millet en cuanto a la distribución de luces y sombras y una gran inventiva para la composición. En la obra Cazador siguiendo a los patos, el motivo desaparece para ser reemplazado por una forma dinámica que avanza a través de un espacio ambiental, en un mundo formado por tan solo unos pocos tonos de gris. La Imagen oscura inventada poco después por Emerson, devino el elemento clave del estilo fotosecesionista,[cita requerida] aunque Emerson era contrario a las técnicas de positivado con pigmentos, aquellos las usaron con el fin de obtener este tipo de imágenes.
En un punto de transición en su desarrollo artístico,[cita requerida] Vida silvestre en aguas de marea (1890) supone la vuelta de Emerson a la ciudad de Great Yarmouth, Norfolk, como temática. Algunas de estas fotografías recogen el trabajo de los hombres en dicho medio urbano, pero su mayor valor reside en su modernidad y abstracción, que surgen de la decisión de Emerson de utilizar la técnica del enfoque diferencial que consiste en enfocar solo un plano del campo de visión.
Desanimado por los anteriores resultados pero encantado con la excelente calidad de grabado conseguida por los hermanos Coll para Vida silvestre en aguas de marea, Emerson consiguió sonsacarles los secretos de su oficio y en Las lagunas inglesas y hojas de pantano que puede considerarse la materialización definitiva de su forma de ver, hizo él mismo los grabados a mano;[cita requerida] además del fotograbado empleó otros tipos de impresiones nobles como la platinotipia. En su consideración del grado como un medio propio para las bellas artes,[cita requerida] Emerson fue precursor de Alfred Stieglitz.
En 1890, dos años después de la publicación de su libro Naturalistic Photography, Emerson se retractó de sus opiniones en un escrito titulado The Death of Naturalistic Photography (La muerte de la fotografía natural). Las implicaciones de algunos experimentos referentes a la sensibilidad de los materiales fotográficos, que precedieron a la invención del fotómetro, le llevaron a la conclusión de que la fotografía al ser un proceso puramente mecánico, no podía aspirar a la categoría de arte, ya que el fotógrafo no debía alterar los valores tonales mediante un acto de puro deseo estético. Como consecuencia en la reedición de su libro Naturalistic Photography cambio el título de su último capítulo Photography a pictorial art (La fotografía un arte pictórico) por Photography not an art (La fotografía no es un arte).
El último año de actividad fotográfica de Emerson fue 1891,[cita requerida] durante el que realizó las imágenes para Hojas de pantano publicado en 1895. Incluso en su obra final y más conseguida, Amanecer invernal, se traslucen influencias externas ya que recuerda al paisajista inglés Samuel Parker (1805-1891) y su obra Jardín nevado guarda notables semejanzas con los dibujos orientales.
Murió en 1936 en Falmouth.